# Pieni-Pohjonen
Pieni-Pohjonen är en ö i Finland. Den ligger i sjön Saimen och i kommunen Villmanstrand i den ekonomiska regionen  Villmanstrands ekonomiska region  och landskapet Södra Karelen, i den södra delen av landet, 220 km nordost om huvudstaden Helsingfors. Öns area är 0,6 hektar och dess största längd är 140 meter i öst-västlig riktning.